# HD106560
HD106560 — хімічно пекулярна зоря спектрального класу A2, що має видиму зоряну величину в смузі V приблизно  9,5.
Вона  розташована на відстані близько 888,7 світлових років від Сонця.